# Alexeï Varlamov
Pour les articles homonymes, voir Varlamov.
Œuvres principales
Naissance » (Рождение) (1995)

Alexeï Nikolaïevitch Varlamov (en russe, Алексе́й Никола́евич Варла́мов) (né le 23 juin 1963 à Moscou, RSFS de Russie, Union soviétique) est un écrivain, un philologue, historien, un biographe, un publiciste et un universitaire russe, chercheur en histoire de la littérature russe du XXe siècle.
Docteur en philologie (2003), professeur à l'université d'État de Moscou, il est de 2011 à 2016 rédacteur en chef de la revue « Études littéraires (ru) » (Литературная учёба). Nommé recteur par intérim de l'Institut de littérature Maxime-Gorki le 7 octobre 2014, il est confirmé à ce poste le 7 avril 2016.
Considéré comme l'écrivain le plus polyvalent de la littérature russe contemporaine, il est l'auteur de nombreux romans, nouvelles, et études littéraires, mais il est surtout connu en Russie pour ses biographies d'écrivains.
En 2024 il est lauréat du prix Bolchaïa Kniga (en russe : премия «Большая книга», Premiya Bolchaïa Kniga, littéralement en français Prix Grand livre) pour son roman « Odsun » (Одсун) et il reçoit, la même année, le titre honorifique d'artiste du peuple de la fédération de Russie.
De 2011 à 2024, il membre du Conseil auprès du président de la fédération de Russie pour la culture et l'art (ru).

## Biographie
Diplômé de la faculté de philologie de l'université d'État de Moscou (ru) en 1985, Alexeï Varlamov soutient en 1997 sa thèse de doctorat « Motifs apocalyptiques dans la prose russe de la fin du XXe siècle » (Апокалиптические мотивы в русской прозе конца XX века) et en 2003 il obtient un doctorat en philologie avec une thèse intitulée « La Vie comme créativité dans le journal et la fiction de Mikhaïl Prichvine » (и докторскую диссертацию «Жизнь как творчество в дневнике и художественной прозе М. М. Пришвина). Professeur au département d'histoire de la littérature russe moderne et du processus littéraire contemporain à l'université d'État de Moscou, il enseigne la littérature russe du début du XXe siècle et dirige simultanément un séminaire créatif à l'Institut de littérature Maxime-Gorki.
Membre de l'Union des écrivains de Russie depuis 1993, il a été membre du conseil public de la Literatournaïa gazeta (jusqu'en 1997) et du comité de rédaction du mensuel Nakanune (1995). Il est également membre des comités de rédaction des revues Études littéraires (ru) (Литературная учёба), Octobre (ru) (Октябрь), Roman-Gazeta (ru) (Роман-газета) (depuis 1998).
Il donne des conférences sur la littérature russe dans des universités en Europe et aux États-Unis, et a été professeur invité à l'université de l'Iowa, aux États-Unis, en 1998.
Alexeï Varlamov entame une carrière d'écrivain avec la nouvelle « Cafards » (Тараканы) publiée dans le magazine « Octobre » (Октябрь) (1987, n° 12). Il publie son premier livre, « Maison à Ostojie » (Дом в Остожье) en 1990 et rencontre le succès avec son roman « Lokh » (Лох) publié en 1995 et avec « Naissance » (Рождение), qui a remporté le prix Anti-Booker (ru) (Антибукер), fondé par le journal Nezavissimaïa Gazeta.
Son livre « L'Arche engloutie » (Затонувший ковчег), publié en 2002, raconte, selon la philologue russe Aza Takho-Godi (en) « comment le monde est en train de mourir sans s'en rendre compte ». Le roman « 11 septembre » (Одиннадцатое сентября), publié dans le magazine « Moscou » en 2003, a reçu des critiques mitigées de la part des critiques.
En 2006, son œuvre est couronnée par le prix Alexandre Soljenitsyne « pour son exploration subtile dans la fiction de la force et de la fragilité de l'âme humaine, de son destin dans le monde moderne et pour comprendre les parcours de la littérature russe du XXe siècle dans le genre des biographies d'écrivains. »
En 2014, il publie le roman « Le Loup mental » (Мысленный волк) — publié en français sous le titre L'Esprit du loup — qui se déroule entre 1914 et 1918, dans lequel il mélange les événements réels et fictifs. Il considère qu'il s'agit d'une « tentative personnelle de parler de l'Âge d'argent (en russe : Серебряный век) », période de l'histoire de la Russie couvrant les dernières années du XIXe siècle depuis 1890 et les deux premières décennies du XXe siècle en Russie, notamment en ce qui concerne les arts.
Auteur de nombreux articles journalistiques et littéraires, il est membre du jury du prix littéraire Iasnaïa Poliana (Ясная Поляна), prix littéraire panrusse décerné annuellement à un roman de style traditionnel écrit en russe ou traduit en russe, fondé en 2003 par le domaine du musée Léon Tolstoï Iasnaïa Poliana.
Auteur régulier de la collection de livres biographiques Vie de personnes remarquables (en russe : Жизнь замечательных людей), Alexeï Varlamov a publié des livres sur Mikhaïl Prichvine, Alexandre Grin, Alexeï Tolstoï, Grigori Raspoutine, Mikhaïl Boulgakov, Andreï Platonov et Vassili Choukchine.

## Publications
Liste non exhaustive
- 1990 : Maison à Ostojie (Дом в Остожье), éd. Jeune Garde (Molodaya Gvardiya), Moscou
- 1993 : Bonjour, prince ! (Привет, принц!), contes et nouvelles, 268 pages, éd. Ex libris
- 1995 : Lokh (Лох), roman, éd. Jeune Garde (Molodaya Gvardiya), Moscou
- 1995 : Naissance (Рождение), conte, éd. Jeune Garde (Molodaya Gvardiya), Moscou
- 2002 : L'Arche engloutie (Затонувший ковчег), 448 pages, éd. Jeune Garde (Molodaya Gvardiya), Moscou •  (ISBN 978-5-23502-443-4)
- 2003 : Mikhaïl Prichvine (Михаиле Пришвине), biographie, collection Vie de personnes remarquables, 546 pages, éd. Jeune Garde (Molodaya Gvardiya), Moscou •  (ISBN 978-5-23503-121-0)
- 2005 : Alexandre Grin (Александре Грине), biographie, collection Vie de personnes remarquables, 450 pages, éd. Jeune Garde (Molodaya Gvardiya), Moscou •  (ISBN 978-5-23503-129-6)
- 2007 : Grigori Raspoutine (Григорий Распутин), biographie, collection Vie de personnes remarquables, 850 pages, éd. Jeune Garde (Molodaya Gvardiya), Moscou •  (ISBN 978-5-23503-098-5)
- 2008 : Mikhaïl Boulgakov (Михаиле Булгакове), biographie, collection Vie de personnes remarquables, 840 pages, éd. Jeune Garde (Molodaya Gvardiya), Moscou •  (ISBN 978-5-23503-129-6)
- 2008 : Alexeï Tolstoï (Алексее Толстом), biographie, collection Vie de personnes remarquables, 624 pages, éd. Jeune Garde (Molodaya Gvardiya), Moscou •  (ISBN 978-5-23503-024-4)
- 2011 : Andreï Platonov (Андрее Платонове), biographie, collection Vie de personnes remarquables, 624 pages, éd. Jeune Garde (Molodaya Gvardiya), Moscou •  (ISBN 978-5-23503-411-2)
- 2014 : Le Loup mental (Мысленный волк), 514 pages, Éditions AST •  (ISBN 978-5-17117-673-0)
- 2015 : Vassili Choukchine (Василий Шукшин), biographie, collection Vie de personnes remarquables, 399 pages, éd. Jeune Garde (Molodaya Gvardiya), Moscou •  (ISBN 978-5-23503-827-1)
- 2018 : 11 septembre[2] »  (Одиннадцатое сентября), 300 pages, éd. Jeune Garde (Molodaya Gvardiya), Moscou •  (ISBN 978-5-44847-156-8)
- 2018 : Mon âme Pavel (Душа моя Павел), 384 pages, Éditions AST •  (ISBN 978-5-17107-610-8)
- 2020 : Mikhaïl Boulgakov (Михаиле Булгакове), biographie, 4e édition, collection Vie de personnes remarquables, 840 pages, éd. Jeune Garde (Molodaya Gvardiya), Moscou •  (ISBN 978-5-23504-383-1)
- 2024 : Odsun (Одсун (prix Bolchaïa Kniga), 544 pages, Éditions AST •  (ISBN 978-5-17160-185-0)

### Ouvrages traduits en français
- 2016 : Alexandre ou la vie éclatée (Lokh), traduit du russe par Pierre Baccheretti, 320 pages, Éditions du Rocher •  (ISBN 979-1-09507-114-3)
- 2018 : L'Esprit du loup (Мысленный волк), 563 pages, Louison Editions •  (ISBN 979-1-09545-415-1)
- 2021 : Mikhail Boulgakov (Михаиле Булгакове), biographie, 1299 pages, Louison Editions •  (ISBN 979-1-09545-429-8)

## Récompenses et distinctions
- 1995 : Prix Anti-Booker (ru)
- 2006 : Prix Alexandre Soljenitsyne
- 2024 : Prix Bolchaïa Kniga
- 2024 : Artiste du peuple de la fédération de Russie

## Crédit d'auteurs
- (ru) Cet article est partiellement ou en totalité issu de l’article de Wikipédia en russe intitulé « Варламов, Алексей Николаевич » (voir la liste des auteurs).